# Kurt Gober Band
Kurt Gober Band est un groupe pop autrichien des années 1980.

## Histoire
Kurt Gober et Andy Fabianek fondent Kurt Gober band. Le groupe est numéro des ventes un en Autriche en 1984 avec le titre Motorboot. Il se classe avec d'autres titres dans le classement Ö3.
En tout, il sort 16 titres en Allemagne, en Autriche, en Suisse et aux Pays-Bas. Il fait des émissions de l'ÖRF.
Un point culminant de sa carrière est un concert avec Opus lors de Opus & Freunde devant 25 000 spectateurs au stade de Linz. Les deux Styriens sont aussi invités par Falco pour être choristes dans Rock Me Amadeus.
À l'invitation de Rudi Dolezal (de), le duo participe au projet caritatif Austria für Afrika.

## Discographie
- 1982 Take it auf die leichte Schulter
- 1984 LP Streng Vertraulich
- 1984 Es war nix
- 1984 Motorboot
- 1984 I denk nur an dich
- 1985 LP An der Wand
- 1985 Wenn I bei Dir bin
- 1985 Kaugummi
- 1985 Pepi
- 1986 LP Herzschlag
- 1986 I trau mi ned
- 1986 Hand in Hand
- 1987 Herzschlag
- 1987 Gemein
- 1988 Heut' Nacht
- 1989 Wo ist die Rose